# Lyskowo
Lyskowo (russisch Лысково) ist eine Stadt in der Oblast Nischni Nowgorod (Russland) mit 21.880 Einwohnern (Stand 14. Oktober 2010).

## Geografie
Die Stadt liegt etwa 90 km südöstlich der Oblasthauptstadt Nischni Nowgorod bei der Mündung des Flüsschens Sundowik in die hier zum Tscheboksarsker Stausee aufgestauten Wolga.
Lyskowo ist Verwaltungszentrum des gleichnamigen Rajons.

## Geschichte
Die Ansiedlung Lyskowo wurde erstmals 1410 urkundlich erwähnt.
Durch Lyskowo verlief die alte Straße von Moskau über Nischni Nowgorod nach Kasan. Wegen dieser günstigeren Lage gegenüber dem Verwaltungszentrum des damaligen Kreises (Ujesds) Makarjew am anderen Wolgaufer wurde im Verlauf des 19. Jahrhunderts ein Großteil der Behörden nach Lyskowo verlagert, dessen Bedeutung somit wuchs, obwohl Makarjew offiziell Kreisstadt blieb.
1925 wurde der Rajon Lyskowo gebildet und dem Ort als dessen neuem offiziellen Verwaltungszentrum das Stadtrecht verliehen.

### Bevölkerungsentwicklung

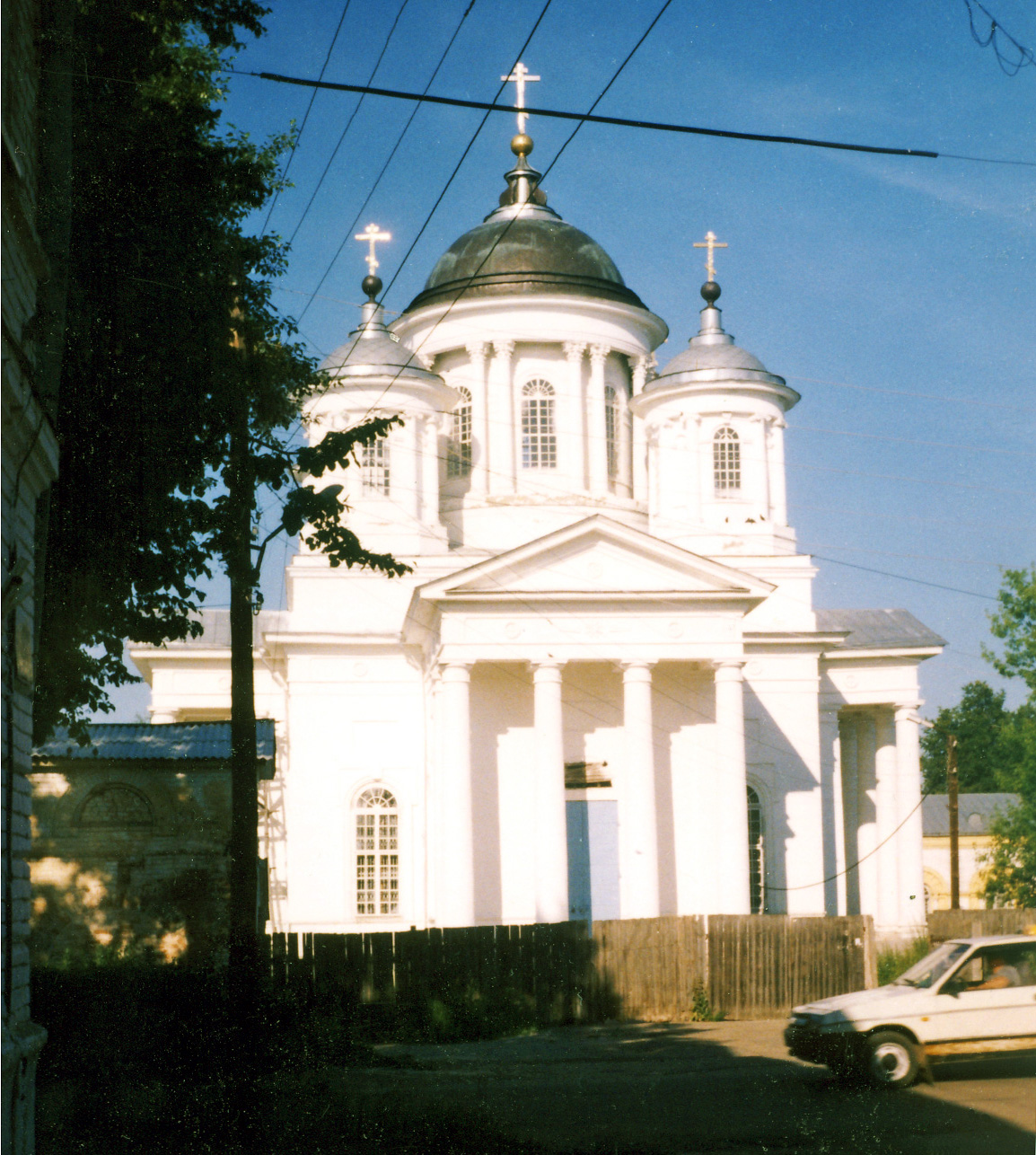
Himmelfahrtskirche in Lyskowo

| Jahr | Einwohner |
| ---- | --------- |
| 1897 | 7.800     |
| 1939 | 11.160    |
| 1959 | 16.167    |
| 1970 | 21.429    |
| 1979 | 24.335    |
| 1989 | 25.029    |
| 2002 | 23.901    |
| 2010 | 21.880    |

Anmerkung: Volkszählungsdaten

## Kultur und Sehenswürdigkeiten
In Lyskowo sind die Christi-Verklärungs-Kirche (Спасо-Преображенский собор/Spasso-Preobraschenski sobor) von 1711 und die Auferstehungskirche (Вознесенская церковь/Wosnessenskaja zerkow) von 1838 erhalten.
Im nahen Dorf Kirikowo steht die Mariä-Verklärungs-Kirche (Успенская церковь/Uspenskaja zerkow) von 1692. 
Auf dem Hügel Olenja Gora (Hirschberg) am Wolgaufer sind Überreste einer Festung aus dem 14. bis 16. Jahrhundert erhalten.
Am gegenüberliegenden Wolgaufer liegt die Siedlung städtischen Typs Makarjewo mit dem bedeutenden, 1435 gegründeten Makarios-Scholtowodski-Dreifaltigkeitskloster.
Die Stadt besitzt ein Heimatmuseum.

## Wirtschaft und Infrastruktur
In Lyskowo gibt es Betriebe des Geräte- und Maschinenbaus sowie der Textil- und Lebensmittelindustrie.
Die Stadt liegt an der Fernstraße M7 Moskau–Nischni Nowgorod–Kasan–Ufa (Teil der Europastraße 22).